# Бозиени (Прахова)
Бозиени (рум. Bozieni) насеље је у Румунији у округу Прахова у општини Фантанеле. Oпштина се налази на надморској висини од 315 m.

## Становништво
Према подацима из 2002. године у насељу је живело 1 становника.